# Departamento de Educación de la Ciudad de Nueva York

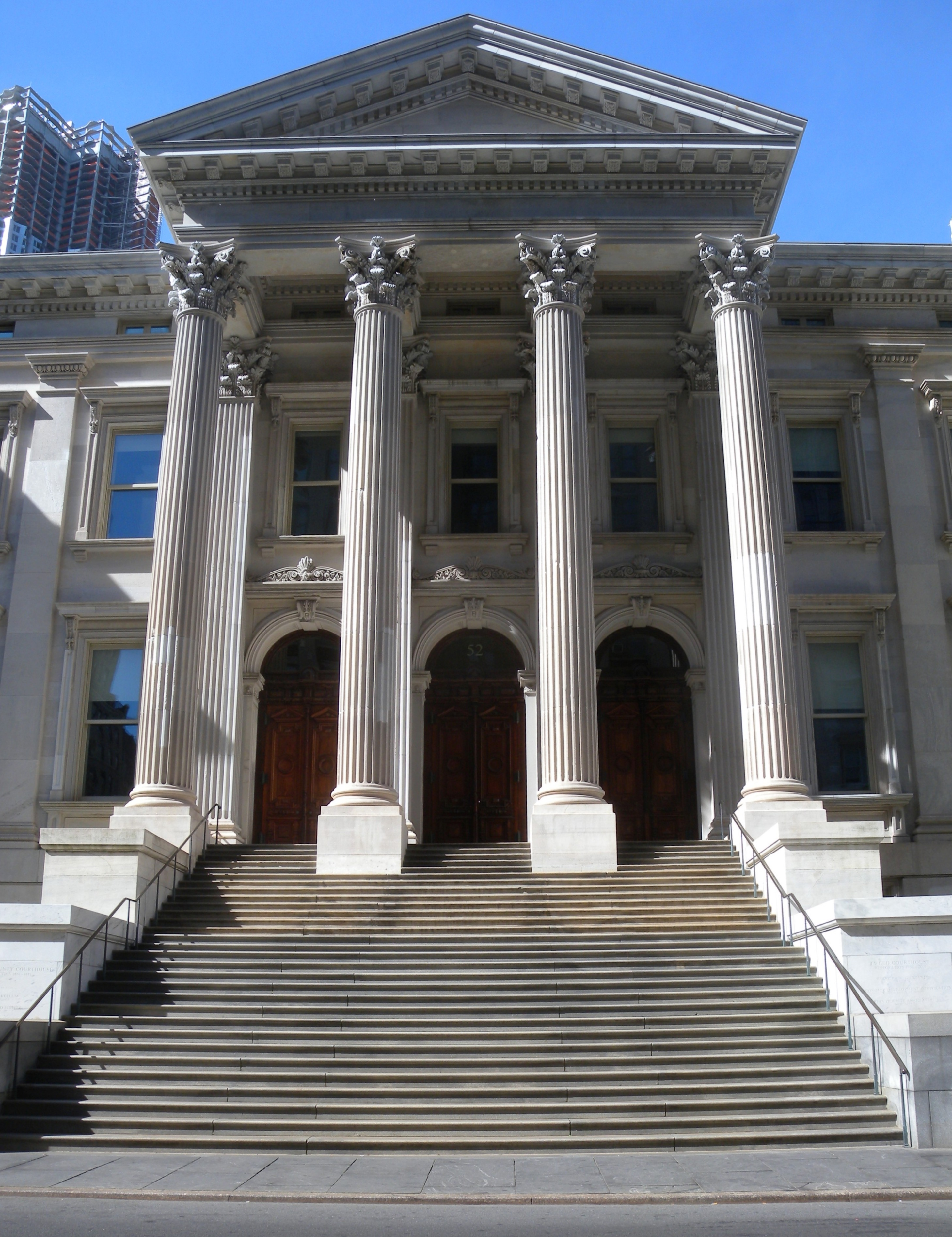
Tweed Courthouse, la actual sede del departamento.

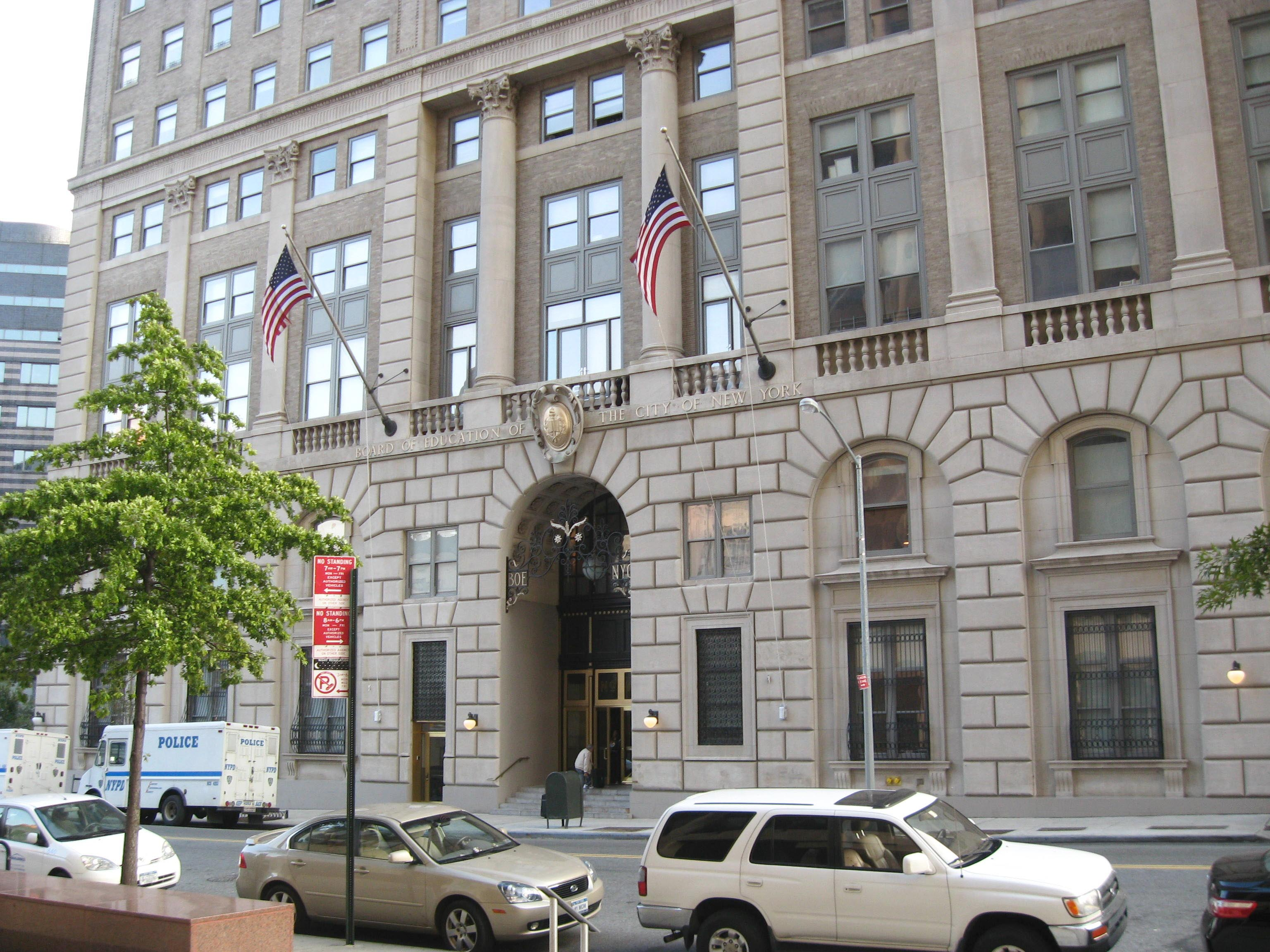
110 Livingston Street, antigua sede.

El Departamento de Educación de la Ciudad de Nueva York (New York City Department of Education, NYCDOE en inglés) es el distrito escolar más grande del estado de Nueva York, Estados Unidos.
El distrito gestiona escuelas en la Ciudad de Nueva York. En 2002 la sede se trasladó del 110 Livingston Street en Brooklyn al Tweed Courthouse en Manhattan.

## Galería

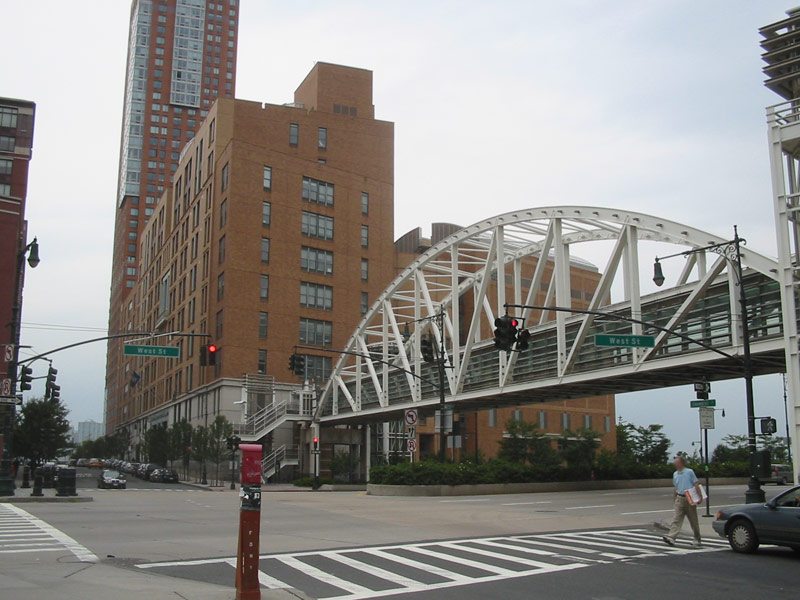
Stuyvesant High School

## Escuelas del NYCDOE
- Midwood High School
- Harvey Milk High School